# Трифонов, Иван Андреевич
Иван Андреевич Трифонов (1849—?) — крестьянин, депутат Государственной думы I созыва от Пермской губернии.

## Биография
Крестьянин Красноуфимского уезда Пермской губернии. Имел домашнее образование. Кроме земледелия, занимался кустарным кузнечно-слесарным промыслом с целью  производства земледельческих орудий. Хорошо знал нужды кустарей, полагал необходимым для поднятия и развития промыслов образовать при земствах особый фонд, из которого кустари могли бы брать на покупку орудий и материалов. Три года состоял волостным старшиной. 6 лет избирался Пермским губернским земским гласным. Во время выборов беспартийный.
15 апреля 1906 года избран в Государственную думу I созыва от общего состава выборщиков Пермского губернского избирательного собрания. Беспартийный. Трудовики в своём издании «Работы Первой Государственной Думы» характеризуют политическую позицию Ивана Трифонова как «Б. пр.», что означает, что беспартийный Трифонов поселился на казённой квартире Ерогина, нанятой на государственные деньги для малоимущих депутатов, специально для их обработки в проправительственном духе, и оставался там до конца работы Думы. В думские комиссии не вошёл, в прениях Государственной Думы участия не принимал.
Дальнейшая судьба и дата смерти неизвестны.